# Межевой департамент
Межевой департамент — подразделение Сената в Российской империи.
Главное управление государственным межеванием принадлежало межевому департаменту Правительствующего сената и министру юстиции.
Первоначально, высочайшим указом от 8 октября 1765 года при Сенате была образована Межевая экспедиция Первого департамента. Межевой экспедиции подчинялись Межевая канцелярия и межевые конторы, существовавшие до 1843 года. В 1794 годах Межевая экспедиция была преобразована в Межевой департамент Сената. Для рассмотрения скопившихся неразрешенных дел Межевого департамента 21 января 1797 года был создан Временный департамент для помощи Межевому департаменту Сената, который затем стал рассматривать новые межевые дела наряду с Межевым департаментом. В 1805 году Временный департамент был объединён с Межевым департаментом Сената. 
Межевой департамент осуществлял общее руководство межевыми учреждениями, надзор за их деятельностью; разработкой инструкций о межевании; рассмотрение просьб о присылке землемеров для проведения специальных межеваний; приём, увольнение и перевод чиновников и землемеров; проводил следствие о злоупотреблениях землемеров и чиновников межевого ведомства, разбирал жалобы землевладельцев на межевщиков. Также департамент осуществлял хранение документов и карт, составленных по результатам межевания, выдачу документов владельцам размежеванных земель.
С 1805 года Межевой департамент делился на две экспедиции. С 1846 года первая из них вела дела по всем губерниям России о наделении землями, следственные дела о должностных преступлениях чиновников Межевого корпуса, рассматривала жалобы землемеров и частных лиц на губернское начальство; вела собственно межевые дела, наблюдала за подготовкой атласов по результатам Генерального межевания земель. В 1-й экспедиции рассматривались и вопросы об определении, увольнении и награждении землемеров губернских ведомств. Вторая экспедиция толковала существовавшие законы о межевании: составляла планы на генеральное размежевание земель; решала «казусные» дела, а также дела о межевых сборах, о наделении церквей и монастырей землями; ведала исправлением планов генерального межевания, ассигновала суммы на губернские чертежные и межевые инструменты… 
С 1877 года по 1894 год Межевой департамент делился на 4 экспедиции: 1-я рассматривала судебные дела, поступавшие из губернских правлений; 2-я — межевые дела, поступившие из Межевого корпуса; 3-я и 4-я — гражданские дела по вопросам межевания, поступившие апелляционным порядком из судебных учреждений и дела упраздненного Второго (апелляционного) департамента Сената; с 1882 года — дела упраздненного 2-го отделения Третьего (апелляционного) департамента Сената; с 1888 года — дела по прибалтийским губернского упраздненного Третьего (апелляционного) департамента Сената. 
С 1894 года существовало три экспедиции: 1-я и 3-я ведали гражданскими делами по вопросам землепользования; 2-я вела межевые дела. 
В 1898 году Межевой департамент был ликвидирован, а его функции переданы Судебному департаменту Сената.

## Источник
- Бельдова М. В., Любарская Т. Г. Межевой департамент Сената